# Обернена скісна риска
Обе́рнена скісна́ ри́ска (у комп'ютерному жаргоні — бекслеш від англ. backslash) — символ «\», названий так, щоб відрізнятися від прямої скісної риски (англ. «slash», укр. «слеш»).
Обернена скісна риска малюється з лівого верхнього кута уявного прямокутника в правий нижній кут.

## Використання
У багатьох мовах програмування, як-от C, Perl, PHP, Python і в мовах сценаріїв Unix, обернена риска використовується для екранування, щоб указати, що символ, що слідує за ним, слід трактувати особливо.
У операційних системах типу MS-DOS і Microsoft Windows обернена скісна риска є роздільним елементом у позначенні шляху файлу.
У математиці обернена скісна риска позначає різницю множин: {\displaystyle A\setminus B} — множина елементів, які входять до множини A, але не входять до множини B.
В Юнікоді для цього є також спеціальний знак «set minus» (U +2216, ∖).